# Capriano del Colle
Capriano del Colle är en ort och kommun i provinsen Brescia i regionen Lombardiet i Italien. Kommunen hade 4 656 invånare (2018).